# Ouled Cebbah
Ouled Cebbah (franska: Ouled Cebbah (CR), Ouled Cebbah (Commune Rurale), arabiska: لمباركيين) är en kommun i Marocko.   Den ligger i provinsen Berrechid och regionen Casablanca-Settat, 90 km sydväst om huvudstaden Rabat. Antalet invånare är 7 635.